# Advanced Info Service
Advanced Info Service Public Company Limited (AIS) er et thailandsk mobiltelefoniselskab med 40,1 mio. kunder. Virksomheden blev etableret i 1985 som en computerudlejningsforretning. I 1990 lancerede de deres første mobiltelefoni-service. I 1992 blev virksomheden overtaget af Shinawatra Paging.
I dag er virksomheden majoritetsejet af Intouch Holdings.